# Грб Карла Петог
Карло Пети, цар Светог римског царства, тј. Карло Први Шпански, је био наследник четири највеће краљевске куће у Европи. Био је први монарх који је ујединио Шпанију, наслеђујући краљевство које су први ујединили његови деда и баба по мајци, Изабела од Кастиље и Фердинанд II од Арагона. Од свог оца, Филипа I од Кастиље, наследио је бургунску Холандију, коју је добио захваљујући својој баби по оцу, Марији Бургундској. Најзад, након смрти његовог деде по оцу Максимилијана, цара Светог римског царства, наследио је хабзбуршке поседе у Аустрији. На свом грбу приказао је већи део земаља које поседује.

## Знамења
| Грбови          | Значење            | Детаљи |
| --------------- | ------------------ | --- |
|                 | Краљевина Кастиља  | 1st and 4th great-grand-quarters На црвеном, златна тврђава са три куле мотриље, masoned sable and ajouré azure                                                 |
|                 | Краљевина Леон     | 2nd and 3rd great-grand-quarters На сребрном, пурпурни лав rampant (понекад се појављује и блазониран црвено) са златном круном, језика и канџи оружаних црвено |
| Трећа четвртина |                    | |
|                 | Краљевина Арагон   | Dexter chief На златном четири црвене pallets |
|                 | Краљевина Навара   | Dexter base На црвеном, златни крст, saltire и orle ланаца, повезаних, са зеленом тачком у средини                                                              |
|                 | Краљевина Сицилија | Sinister side Подељено per Saltire, на златном, четири црвене pallets, и на сребрном, црни орао displayed (Манфред од Сицилије)                                 |

| Грбови | Значење             | Детаљи                                                                                             |
| ------ | ------------------- | -------------------------------------------------------------------------------------------------- |
|        | Краљевина Арагон    | Dexter chief На златном четири црвене pallets                                                      |
|        | Краљевина Навара    | Dexter base На црвеном, златни крст, saltire и orle ланаца, повезаних, са зеленом тачком у средини |
|        | Краљевина Јерусалим | Dexter side of the sinister side На сребрном, златни крст potent са четири crosslets               |
|        | Мађарска            | Sinister side of the sinister side Barry осам црвених и сребрних                                   |

| Грбови          | Значење            | Детаљи |
| --------------- | ------------------ | --- |
|                 | Краљевина Кастиља  | 1st and 4th great-grand-quarters На црвеном, златна тврђава са три куле мотриље, masoned sable and ajouré azure                                                 |
|                 | Краљевина Леон     | 2nd and 3rd great-grand-quarters На сребрном, пурпурни лав rampant (понекад се појављује и блазониран црвено) са златном круном, језика и канџи оружаних црвено |
| Трећа четвртина |                    | |
|                 | Краљевина Арагон   | Dexter chief На златном четири црвене pallets |
|                 | Краљевина Навара   | Dexter base На црвеном, златни крст, saltire и orle ланаца, повезаних, са зеленом тачком у средини                                                              |
|                 | Краљевина Сицилија | Sinister side Подељено per Saltire, на златном, четири црвене pallets, и на сребрном, црни орао displayed (Манфред од Сицилије)                                 |

| Грбови | Значење             | Детаљи                                                                                             |
| ------ | ------------------- | -------------------------------------------------------------------------------------------------- |
|        | Краљевина Арагон    | Dexter chief На златном четири црвене pallets                                                      |
|        | Краљевина Навара    | Dexter base На црвеном, златни крст, saltire и orle ланаца, повезаних, са зеленом тачком у средини |
|        | Краљевина Јерусалим | Dexter side of the sinister side На сребрном, златни крст potent са четири crosslets               |
|        | Мађарска            | Sinister side of the sinister side Barry осам црвених и сребрних                                   |

| Грбови | Значење                                              | Детаљи                                                                            |
| ------ | ---------------------------------------------------- | --------------------------------------------------------------------------------- |
|        | Аустрија                                             | 1st grand-quarter На црвеном, сребрни fess                                        |
|        | Бургундска грофовија (Слободна грофовија Бургундија) | 2nd grand-quarter На плавом, semy златни љиљани, бордуре compony црвено и сребрно |
|        | Војводство Бургундија (Old Burgundy)                 | 3rd grand-quarter bendy шест златних и плавих, бордирано црвено                   |

| Грбови    | Значење             | Детаљи                                                                         |
| --------- | ------------------- | ------------------------------------------------------------------------------ |
|           | Војводство Брабант  | Четврта четвртина На црном, златни лав rampant, језика и канџи оружаних црвено |
| Мали штит |                     |                                                                                |
|           | Грофовија Фландрија | Dexter На златном, црни лав rampant, језика и канџи оружаних црвено            |
|           | Тирол               | Sinister На сребрном, црвени орао, канџи, кљуна и језика оружаних златно       |

| Грбови | Значење                                              | Детаљи                                                                            |
| ------ | ---------------------------------------------------- | --------------------------------------------------------------------------------- |
|        | Аустрија                                             | 1st grand-quarter На црвеном, сребрни fess                                        |
|        | Бургундска грофовија (Слободна грофовија Бургундија) | 2nd grand-quarter На плавом, semy златни љиљани, бордуре compony црвено и сребрно |
|        | Војводство Бургундија (Old Burgundy)                 | 3rd grand-quarter bendy шест златних и плавих, бордирано црвено                   |

| Грбови    | Значење             | Детаљи                                                                         |
| --------- | ------------------- | ------------------------------------------------------------------------------ |
|           | Војводство Брабант  | Четврта четвртина На црном, златни лав rampant, језика и канџи оружаних црвено |
| Мали штит |                     |                                                                                |
|           | Грофовија Фландрија | Dexter На златном, црни лав rampant, језика и канџи оружаних црвено            |
|           | Тирол               | Sinister На сребрном, црвени орао, канџи, кљуна и језика оружаних златно       |

| Грбови | Значење                                 | Детаљи                                        |
| ------ | --------------------------------------- | --------------------------------------------- |
|        | Двоглави орао (Свето римско царство)    | Царски орао Црни двоглави орао displayed      |
|        | Бургундски крст (Војводство Бургундија) | Mantling На сребрном, црвени saltire ragulée. |

| Грбови | Значење                                                   | Детаљи |
| ------ | --------------------------------------------------------- | --- |
|        | Хераклови стубови                                         | Држачи штита старо име дато пролазу код Гибралтара. Лично гесло Plus ultra на латинском значи 'Увек напред'.                                     |
|        | Царска круна (Светог римског царства, Аустријска верзија) | Круна Круна краља Карла Првог од Шпаније, познатог и као Карло Пети, цар Светог римског царства.                                                 |
|        | Златно руно                                               | Collar Витешки ред који је 1430. основао војвода Филип Трећи од Бургундије да би прославио свој брак са португалском принцезом Изабела од Авиза. |

| Грбови | Значење                                 | Детаљи                                        |
| ------ | --------------------------------------- | --------------------------------------------- |
|        | Двоглави орао (Свето римско царство)    | Царски орао Црни двоглави орао displayed      |
|        | Бургундски крст (Војводство Бургундија) | Mantling На сребрном, црвени saltire ragulée. |

| Грбови | Значење                                                   | Детаљи |
| ------ | --------------------------------------------------------- | --- |
|        | Хераклови стубови                                         | Држачи штита старо име дато пролазу код Гибралтара. Лично гесло Plus ultra на латинском значи 'Увек напред'.                                     |
|        | Царска круна (Светог римског царства, Аустријска верзија) | Круна Круна краља Карла Првог од Шпаније, познатог и као Карло Пети, цар Светог римског царства.                                                 |
|        | Златно руно                                               | Collar Витешки ред који је 1430. основао војвода Филип Трећи од Бургундије да би прославио свој брак са португалском принцезом Изабела од Авиза. |